# Peterborough Panthers
Peterborough Panthers – brytyjski klub żużlowy z Peterborough. Zespół trzykrotnie zdobywał tytuł mistrza Wielkiej Brytanii (1999, 2006, 2021).
W sezonie 2022 klub występuje w SGB Premiership – najwyższej klasie rozgrywkowej drużynowych mistrzostw Wielkiej Brytanii na żużlu.

## Skład na sezon 2022
Stan na maj 2022
- Hans Andersen
- Benjamin Basso
- Chris Harris
- Scott Nicholls (Kapitan)
- Ulrich Østergaard
- Jordan Palin (Rising Star)
- Michael Palm Toft

## Osiągnięcia[3]
- Drużynowe mistrzostwa Wielkiej Brytanii:
  - złoto: 3 (1999, 2006, 2021)
  - srebro: 1 (1996)
  - brąz: 3 (2003, 2005, 2007)

- Elite League Knockout Cup
  - złoto: 3 (1999, 2001, 2017)
  - srebro: 1 (2002)

## Dawni i obecni żużlowcy
Znani i wyróżniający żużlowcy
| - Oliver Allen - Hans Andersen - Stefan Andersson - Henning Bager - Tomasz Bajerski - Philippe Bergé - Kenneth Bjerre - Mikael Blixt - Bohumil Brhel - Krzysztof Buczkowski - Hans Clausen - Jason Crump - John Davis - Max Dilger - Aleš Dryml - Lukáš Dryml - Sam Ermolenko - Matej Ferjan - Ryan Fisher - Alan Grahame - Richard Hall - Chris Harris - Gary Havelock - Paul Hurry - Jack Holder - Patrick Hougaard - Niels-Kristian Iversen - Billy Janniro - Jesper Bruun Jensen |  | - Marián Jirout - John Jørgensen - Peter Karlsson - Nicolai Klindt - Norbert Kościuch - Joonas Kylmäkorpi - Robert Lambert - Mark Loram - Scott Nicholls - Ulrich Østergaard - Shane Parker - Ronni Pedersen - Adam Pietraszko - Tomasz Piszcz - Nicklas Porsing - Deon Prinsloo - Piotr Protasiewicz - Lee Richardson - Nigel Sadler - Emiliano Sanchez - Dariusz Śledź - Jan Stæchmann - Simon Stead - Carl Stonehewer - Ryan Sullivan - Piotr Świderski - Kelvin Tatum - Rohan Tungate - Magnus Zetterström |